# Episodi de Schlosshotel Orth (quarta stagione)
La quarta stagione della serie televisiva Schlosshotel Orth è stata trasmessa in anteprima in Germania dalla ZDF a partire dal 1999.
| nº | Titolo originale   | Titolo italiano | Prima TV Germania | Prima TV Italia |
| -- | ------------------ | --------------- | ----------------- | --------------- |
| 1  | Um jeden Preis     | Inedito         | 1999              | Inedito         |
| 2  | Alles verspielt    | Inedito         | 15 ottobre 1999   | Inedito         |
| 3  | Doppelspiel        | Inedito         | 22 ottobre 1999   | Inedito         |
| 4  | Fahrerflucht       | Inedito         | 29 ottobre 1999   | Inedito         |
| 5  | Revanche           | Inedito         | 5 novembre 1999   | Inedito         |
| 6  | Spurensuche        | Inedito         | 12 novembre 1999  | Inedito         |
| 7  | Verkauftes Glück   | Inedito         | 19 novembre 1999  | Inedito         |
| 8  | Rosen für Zimmer 8 | Inedito         | 26 novembre 1999  | Inedito         |
| 9  | Außer Konkurrenz   | Inedito         | 3 dicembre 1999   | Inedito         |
| 10 | Der Haupttreffer   | Inedito         | 10 dicembre 1999  | Inedito         |
| 11 | Eine neue Chance   | Inedito         | 17 dicembre 1999  | Inedito         |
| 12 | Unter Verdacht     | Inedito         | 7 gennaio 2000    | Inedito         |
| 13 | Der Abschied       | Inedito         | 14 gennaio 2000   | Inedito         |
| 14 | Die Traumfrau      | Inedito         | 21 gennaio 2000   | Inedito         |
| 15 | Der Vorhang fällt  | Inedito         | 28 gennaio 2000   | Inedito         |
| 16 | Der Glücksstern    | Inedito         | 2000              | Inedito         |
| 17 | Herzflimmern       | Inedito         | 2000              | Inedito         |
| 18 | Heißhunger         | Inedito         | 18 febbraio 2000  | Inedito         |
| 19 | Endspurt           | Inedito         | 25 febbraio 2000  | Inedito         |
| 20 | Scheiden tut weh   | Inedito         | marzo 2000        | Inedito         |